# Pittosporum dasycaulon
Pittosporum dasycaulon är en tvåhjärtbladig växtart som beskrevs av Friedrich Anton Wilhelm Miquel. Pittosporum dasycaulon ingår i släktet Pittosporum och familjen Pittosporaceae. Inga underarter finns listade.

## Bildgalleri

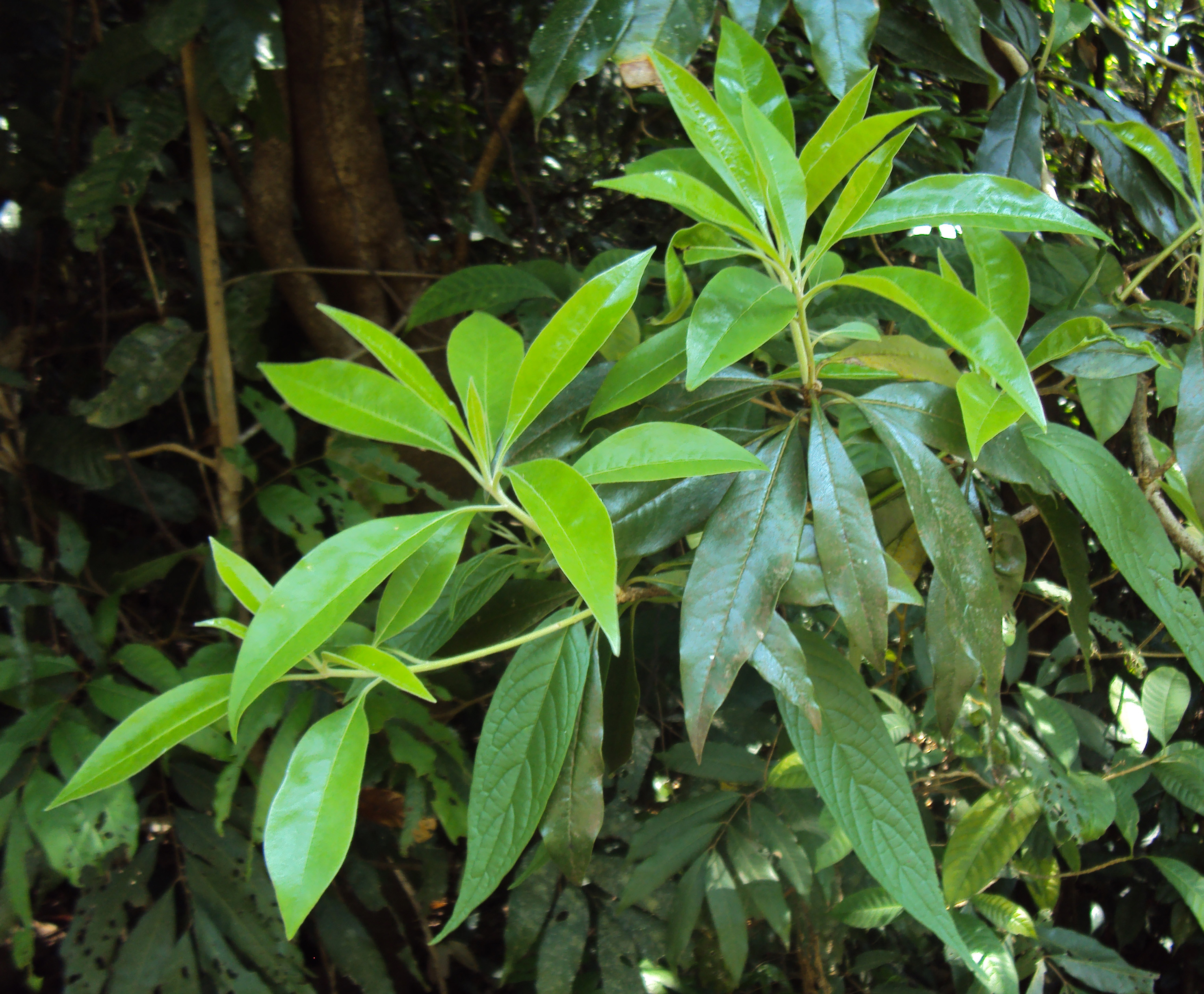
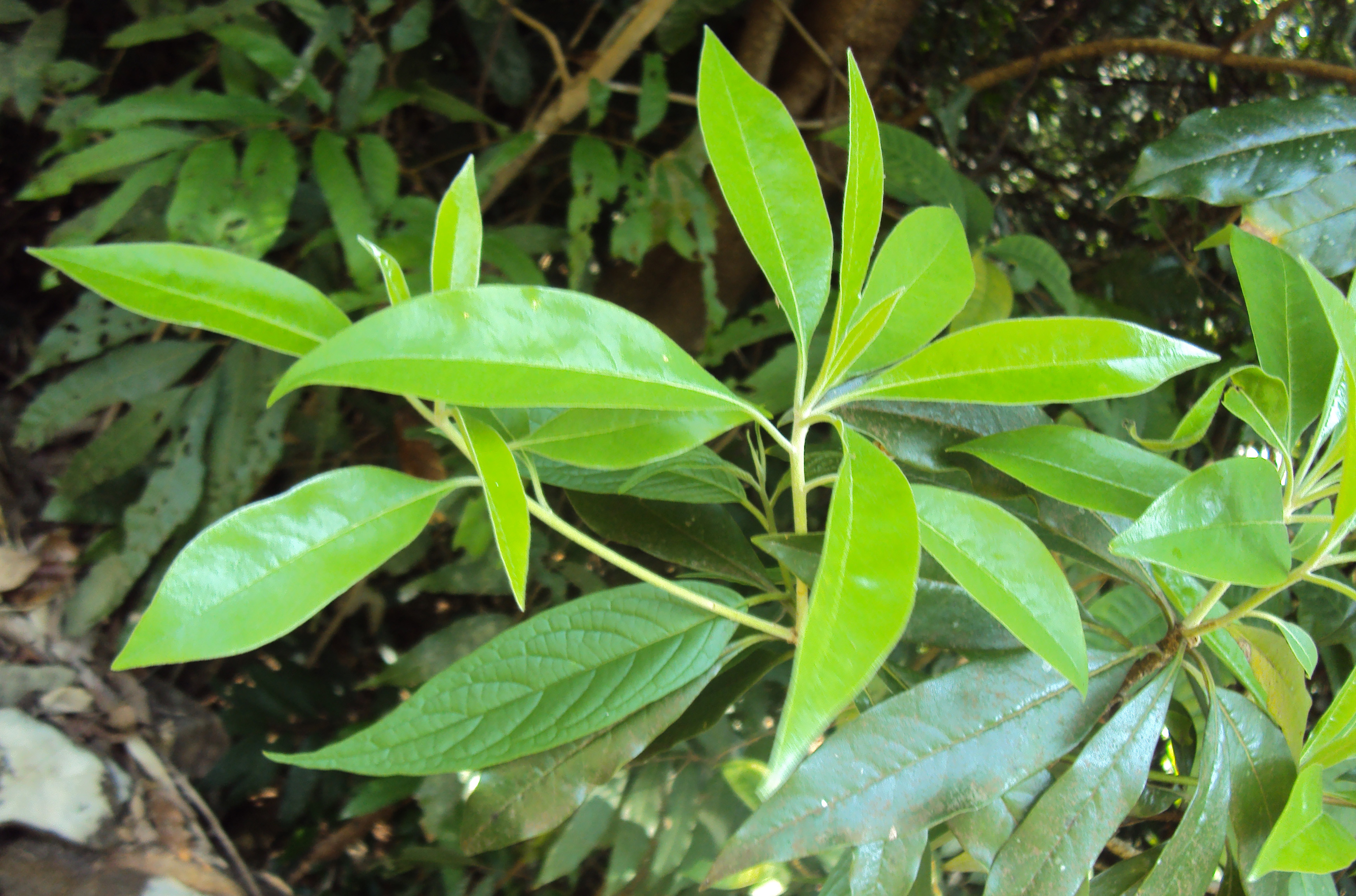
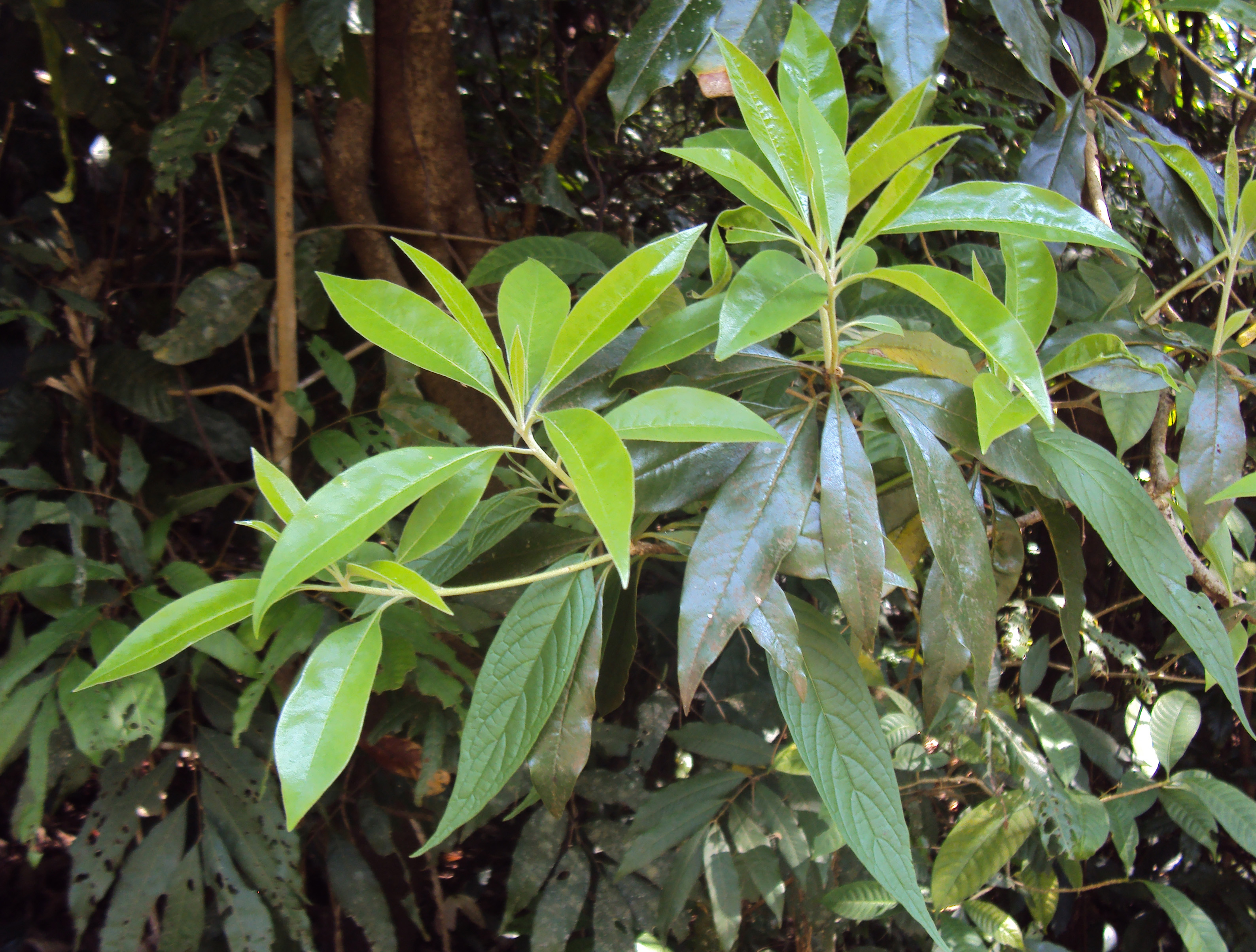
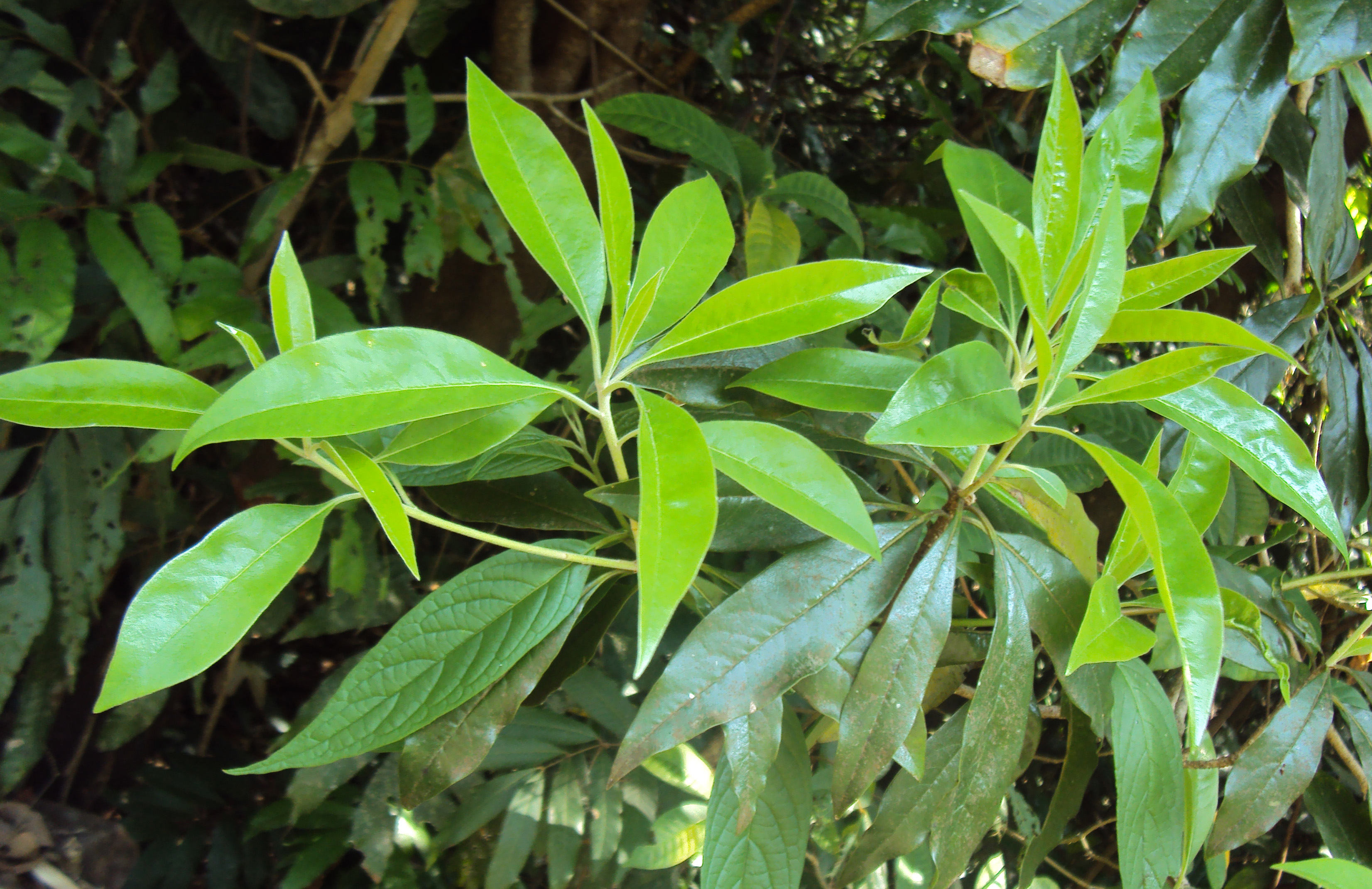
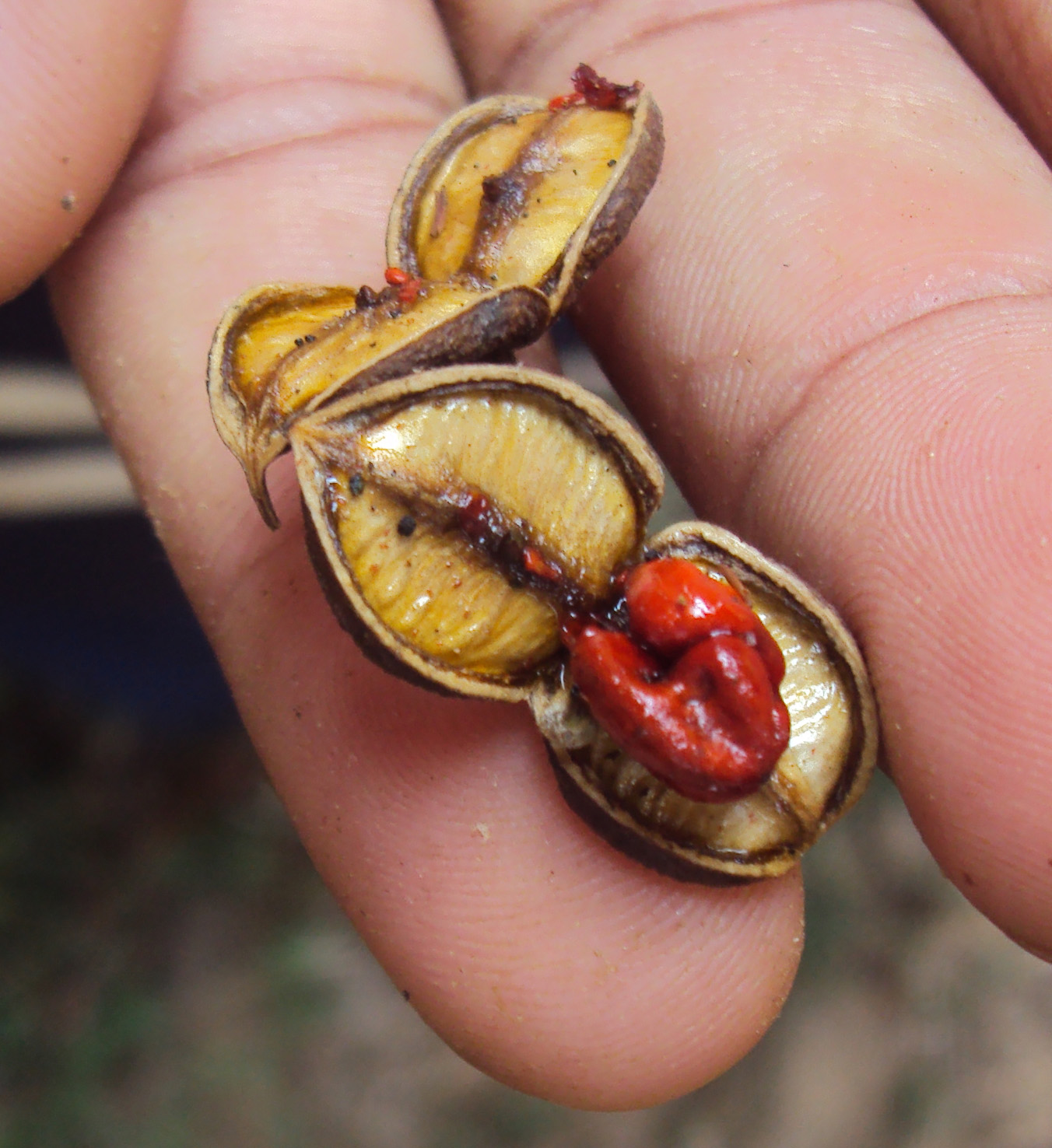
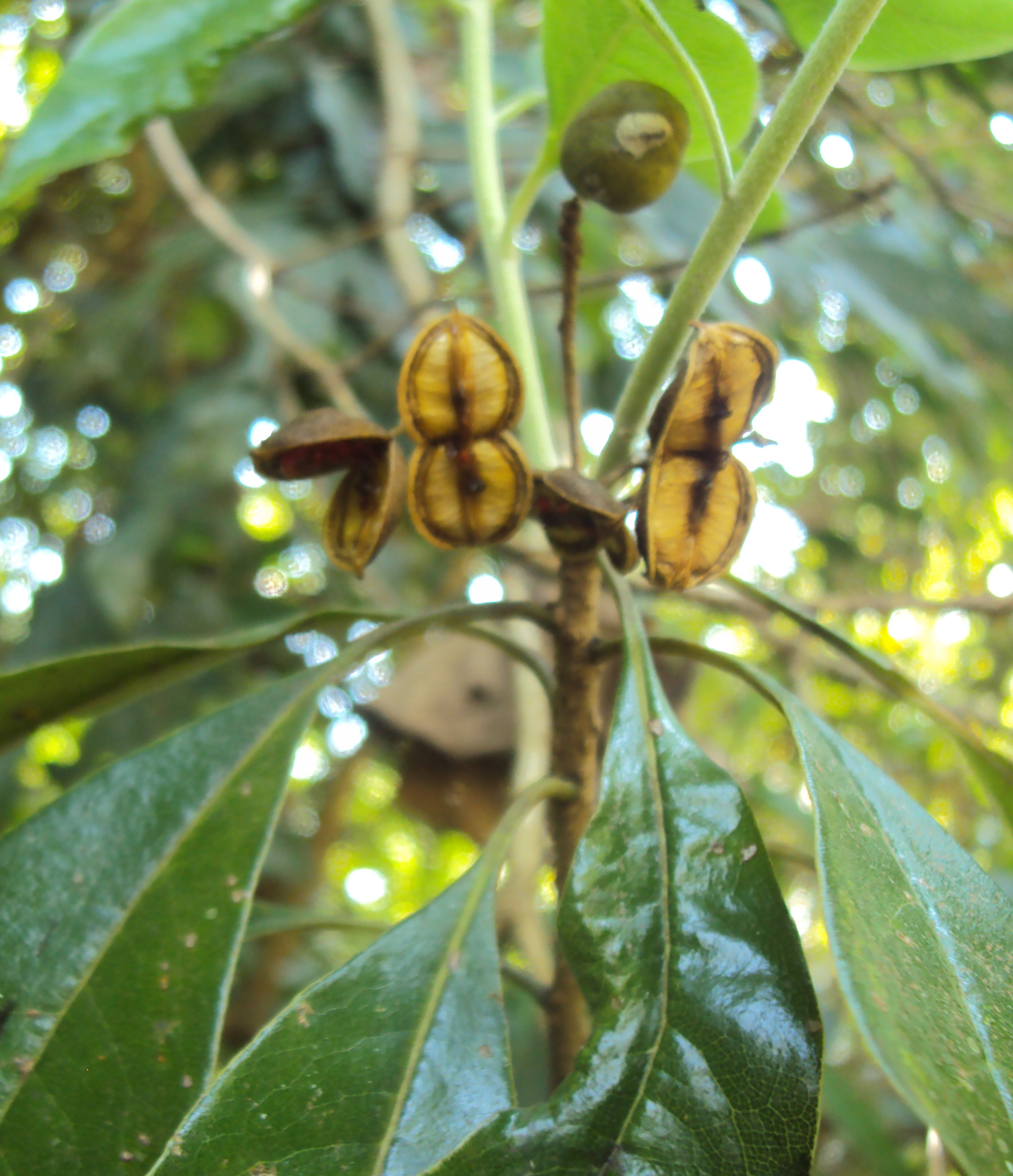